# Mural de la Botja
El mural de la Botja és el mural més gran de la ciutat de València, un grafit impulsat des de l'associació Ciutat Vella Batega, distintes entitats del districte de Ciutat Vella i veïnat a títol individual que, en col·laboració amb un grup d'artistes urbans de reconegut prestigi, ha tractat de posar en valor una part de la història del barri i alhora col·laborar amb la revitalització d'aquest.
El mural es realitza l'any 2014 a la plaça de la Botja del barri de Velluters de València, i hi participen les grafiteres i els grafiters Toni Espinar, Barbiturikills, Deih, Dyox, Julieta, Pica, Pichi&Avo, Poye, The End i Xelön. Amb unes dimensions de 37x7,5m, ocupa gran part de la façana lateral del convent de l'Encarnació. En ell, els diferents artistes combinen els seus diferents registres a través de les peces que donen com a resultat el mural.
El mural vol fer un repàs de les activitats i oficis que històricament s'han desenvolupat al barri dels velluters, com ara la indústria de la seda (que dona nom al barri), els horts urbans o la figura del carboner.
La realització d'aquest mural forma part d'un projecte més ampli, impulsat també per Ciutat Vella Batega en col·laboració amb altres entitats del barri, que inclou la utilització dels solars adjacents com a horts urbans i espai lúdic, i té l'objectiu final d'aconseguir que la plaça recupere el seu tradicional ús com a espai d'oci veïnal.

## Galeria

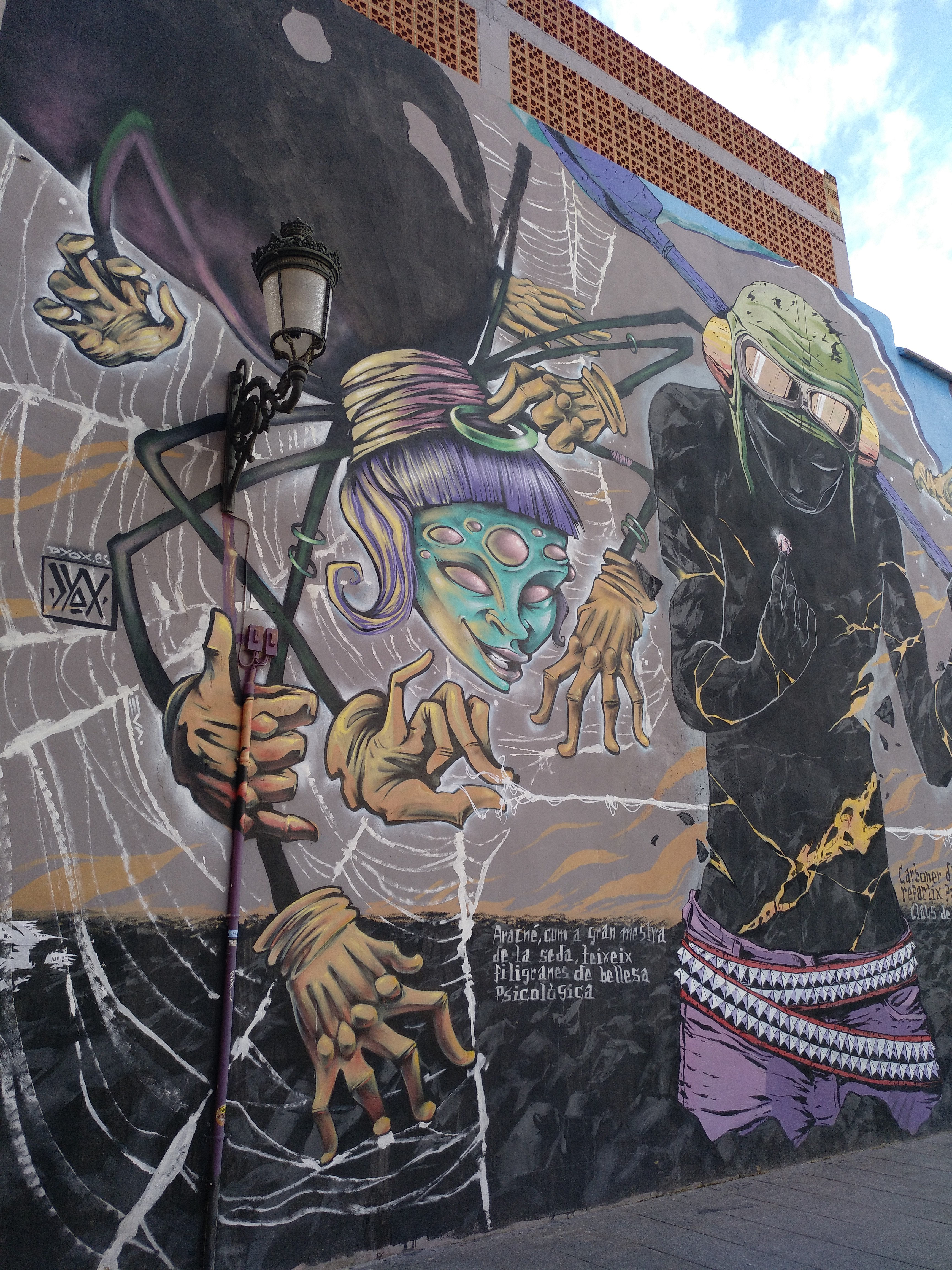
Detall del Mural de la Botja, dels artistes Dyox i Deih
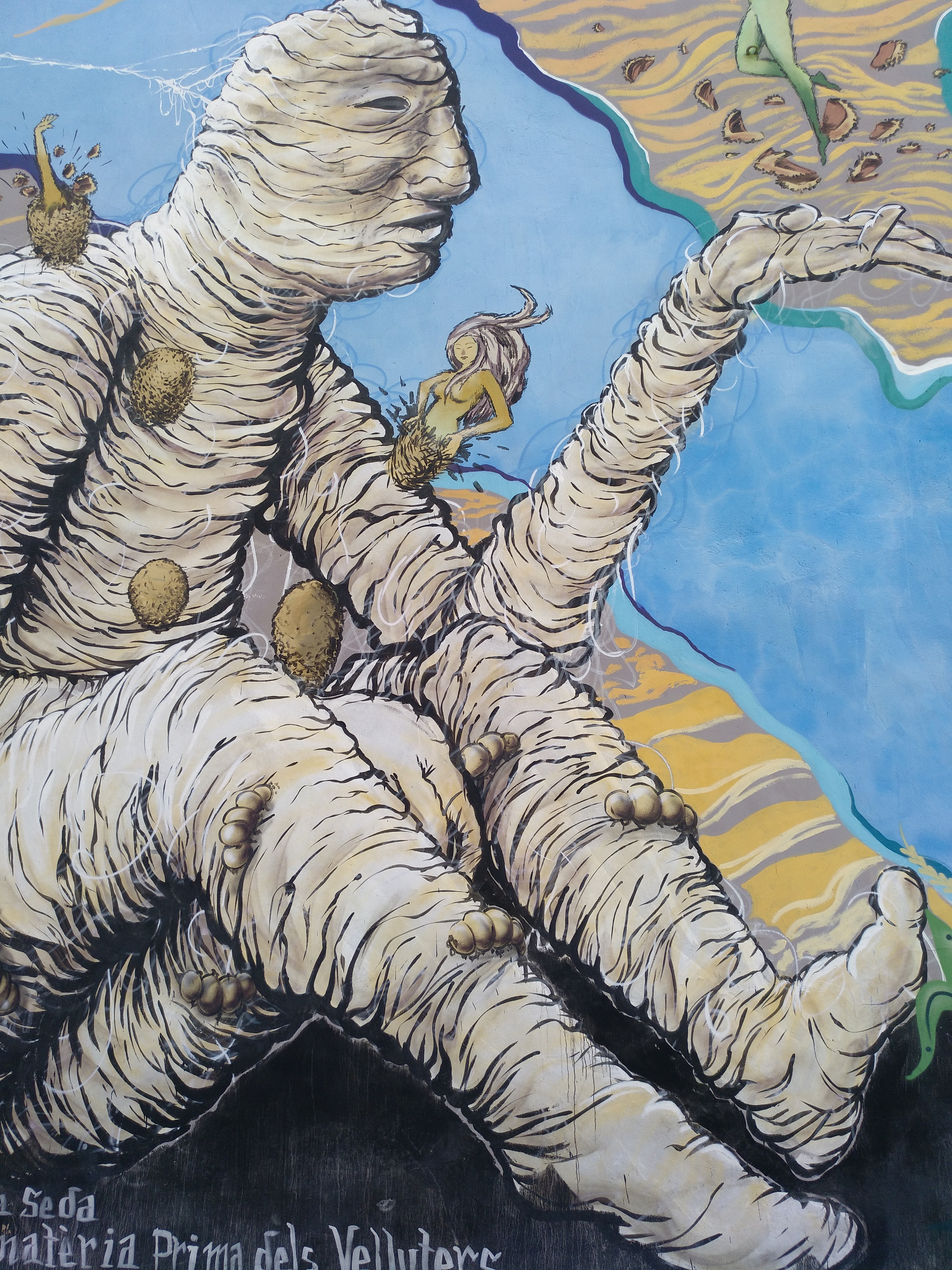
Detall del Mural de la Botja, de l'artista Xelön
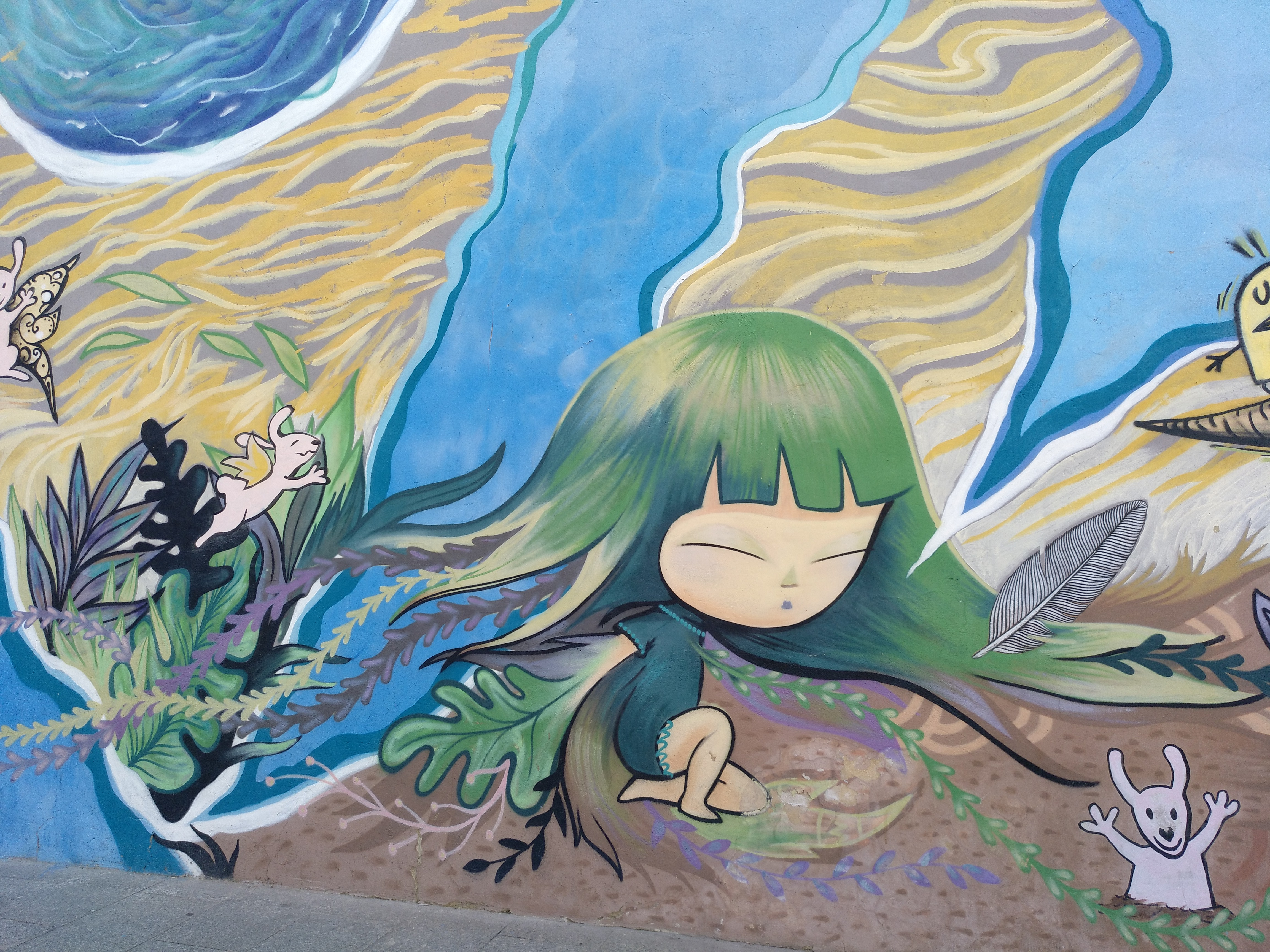
Detall del Mural, de l'artista Julieta
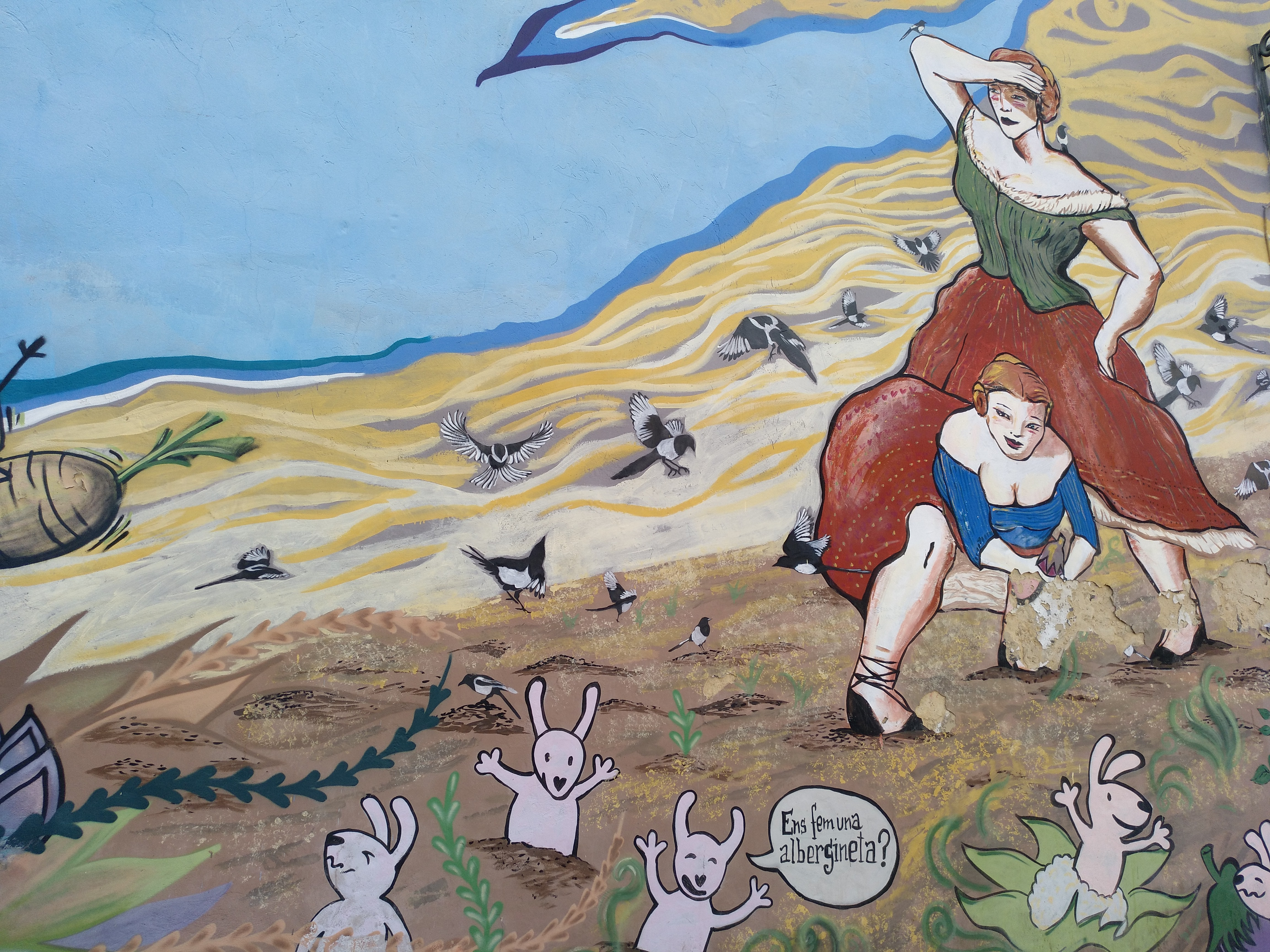
Detall del Mural, de les artistes Barbiturikills i Pica
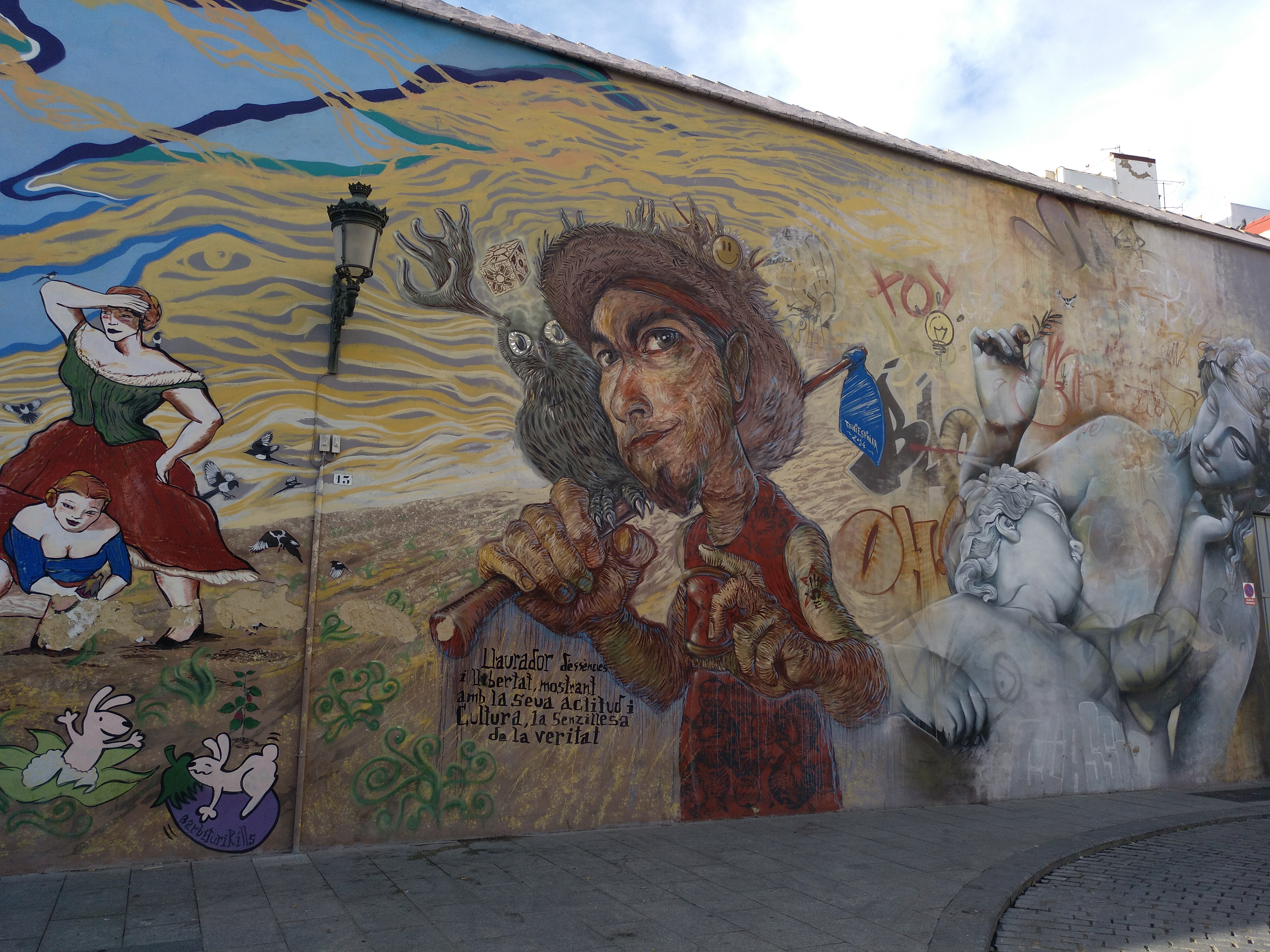
Detall del Mural, dels artistes Toni Espinar i Pichi&Avo